# ديفيد س. كانغ
ديفيد س. كانغ (بالإنجليزية: David C. Kang)‏ هو عالم سياسة أمريكي، ولد في 1965.